# Hrvatska pošta (Varaždin, 1898.)
Hrvatska pošta je bila hrvatski tjednik iz Varaždina. Izlazile su od 6. travnja do 21. prosinca iste godine. Tiskao ih je S. Platzer.  Izlazile su pod oznakom "list za politiku i narodno gospodarstvo". Uređivao ih je Franjo S. Lehpamer.